# Юкаменское (сельское поселение)
Юкаменское — упразднённое муниципальное образование со статусом сельского поселения в составе Юкаменского района Удмуртии.
Административный центр — село Юкаменское.
К 18 апреля 2021 года было упразднено в связи с преобразованием района в муниципальный округ.

## Состав
В состав сельского поселения входили 12 населённых пунктов:
- село Юкаменское,
- деревня Чурашур,
- деревня Куркан,
- деревня Жуки,
- деревня Мустай,
- деревня Ешмаково,
- деревня Уни-Гучин,
- деревня Ситники,
- деревня Ляпино,
- деревня Камки,
- деревня Одинцы,
- деревня Колбенки.

## Население
| 2007  | 2010  | 2012  | 2013  | 2014  | 2015  | 2016  |
| ----- | ----- | ----- | ----- | ----- | ----- | ----- |
| 4511  | ↗4719 | ↘4536 | ↘4489 | ↘4443 | ↘4382 | ↘4341 |
| 2017  | 2018  | 2019  | 2020  | 2021  |       |       |
| ↗4351 | ↘4266 | ↘4218 | ↘4099 | ↘4009 |       |       |